# Lundby församling, Göteborgs stift
Lundby församling är en församling i Göteborgs norra kontrakt i Göteborgs stift. Församlingen ligger i Göteborgs kommun i Västra Götalands län och utgör ett eget pastorat. Församlingen är till både medlemsantal och folkmängd stiftets största.

## Administrativ historik
Församlingen har medeltida ursprung. 1607 utbröts Göteborgs lutherska församling som införlivades 1612. 1872 införlivades Nya Älvsborgs slottsförsamling. Mellan 1951 och 1961 var församlingen uppdelad i flera kyrkobokföringsdistrikt: Lundby kbfd (148016, från 1955 148017), Brämaregårdens kbfd (148017, 1955–1957 148018, från 1957 148019) och Biskopsgårdens kbfd (148018, från 1 april 1957). 1961 utbröts Brämaregårdens församling och Biskopsgårdens församling. 1967 överfördes Aspholmarna med Nya Älvsborg till den då bildade Älvsborgs församling.
Den 1 januari 1994 överfördes ett område med 5 personer från Lundby församling till Brämaregårdens församling.
Församlingen var till 1638 annexförsamling i pastoratet Tuve och Lundby för att därefter till 1 maj 1928 vara moderförsamling i pastoratet Lundby och Tuve. 
På framställning av Lundby församling förordade Kungl. Maj:t den 18 maj 1932, att församlingen från och med 1935 skulle ingå i Göteborgs kyrkliga samfällighet. Från 1 maj 1928 till 1961 var utgjorde församlingen ett eget pastorat för att under 1961 vara moderförsamling i pastoratet Lundby, Biskopsgården och Brämaregården för att från 1962 åter utgöra ett eget pastorat. 2010 återinförlivades Brämaregårdens församling och en del av Biskopsgårdens församling, samtidigt som en del av församlingen överfördes till den då nybildade Torslanda-Björlanda församling..
År 1950 var församlingen den till ytan största i Göteborg med cirka 4 000 hektar, varav 3/4 var stadsplanelagt. Folkmängden uppgick till 43 000 invånare.

## Historia
Lundby församlings historia sträcker sig ända tillbaks till medeltiden, men först 1630 finns urkunder bevarade. Vid denna tid var Lundby annex till Tuve socken, som blev prebendepastorat först åt "rector scholæ" vid den Göteborgs trivialskola som inrättades 1630. År 1639 fick man tillstånd "at flytta prestebordet" från Tuve kyrka till Lundby, allt enligt en gammal kyrkoboksanteckning. Lundby prästgård har sedan dess ansetts som kyrkoherdebostad och därefter började även Lundby att betraktas som moderförsamling, trots att pastoratet i många skrivelser angavs till "Tuffue Sochn". Först år 1693 förekommer i en skrivelse från domkapitlet benämningen Lundby pastorat. 
1928 blev Karl Ahlberg prost i Lundby församling.
Enligt stadsindelningen 1938 omfattade församlingen stadsdelarna Lundbyvassen, Lindholmen, Rambergsstaden, Brämaregården, Kvillebäcken, Tolered, Biskopsgården, Kyrkbyn, Sannegården, Bräcke, Färjestaden, Rödjan, Arendal, samt de västra delarna av frihamnsområdet i Tingstadsvassen.
Brämaregårdens kapell uppfördes som en församlingskyrka 1925 efter ritningar av Sigfrid Ericson, detta som en ersättning för den andra kyrka som skulle byggts i samband med beslutet 1877 om att bygga Lundby nya kyrka. Beslutet var att bygga två nya kyrkor "... den ena ofördröjligen, den andra framdeles vid den tid då och så snart som det visar sig vid befolkningens tillväxt vara av behovet påkallat att ny kyrka uppföres", vilket alltså inte fullföljdes.

## Kyrkor
- Lundby gamla kyrka
- Lundby nya kyrka
- Brämaregårdens kyrka
- Biskopsgårdens kyrka
- Länsmansgårdens kyrka
- Toleredskyrkan

## Areal
Lundby församling omfattade den 1 januari 1976 en areal av 30,1 kvadratkilometer, varav 20,7 kvadratkilometer land.

### Fotnoter
1. ↑  Nationell Arkivdatabas Referenskod: SE/148017000, läst: 14 juli 2018.[källa från Wikidata]
2. 1 2  Medlemmar i Svenska kyrkan i förhållande till folkmängd den 31.12.2019 per församling, kommun och län samt riket, Svenska kyrkan, läs online.[källa från Wikidata]
3. ↑  Statistiska centralbyrån: Befolkningsstatistik 1993 Del 1 Folkmängden och dess förändringar i kommuner och församlingar m m Arkiverad 2 april 2015 hämtat från the Wayback Machine. Bilaga 2, avdelning c, sida 182 (Läst 25 mars 2015)
4. ↑  Statistisk Årsbok för Göteborg 1959, red. Alvar Westman, Göteborgs stads statistiska byrå 1959, s. 1
5. ↑  ”Förteckning (Sveriges församlingar genom tiderna)”. Skatteverket. 1989. http://www.skatteverket.se/privat/folkbokforing/omfolkbokforing/folkbokforingigaridag/sverigesforsamlingargenomtiderna/forteckning.4.18e1b10334ebe8bc80003999.html. Läst 17 december 2013.
6. ↑  ”Församlingar”. Statistiska centralbyrån. https://www.scb.se/hitta-statistik/regional-statistik-och-kartor/regionala-indelningar/forsamlingar/. Läst 30 december 2022.
7. ↑  Lantmäteriets information om församlingsindelningsändringar [död länk]
8. ↑  Göteborg av idag, [Gruppkorsband] nr 1, red. Hubert Lärn, Stadskollegiet, Göteborg 1950 ISSN 0039-7237, s. 8
9. ↑   (PDF) Folk- och bostadsräkningen 1975, Del 3:1, Folkmängd i kommuner och församlingar. Stockholm: Statistiska centralbyrån. 1977. sid. 33. Arkiverad från originalet den 6 juli 2015. https://www.webcitation.org/6ZpNXk37R?url=http://www.scb.se/Grupp/Hitta_statistik/Historisk_statistik/_Dokument/SOS/Folk_o_bostadsrakningen_1975_3_1.pdf. Läst 6 juli 2015 Arkiverad 24 september 2015 hämtat från the Wayback Machine.